# جمعية الصداقة المصرية الأذربيجانية
أسست جمعية الصداقة المصرية الأذربيجانية في عام 2014 وأشهرت عام 2019، وتلعب جمعية الصداقة المصرية الأذربيجانية دورا مهما في توطيد العلاقات ونشر الثقافات الأذربيجانية في العالم العربي خاصة في مصر حيث تواجدها.
قال رئيس جمعية الصداقة المصرية الأذربيجانية، الدكتور سَيمور نَصيروف، إن من أهم الخطوط العريضة لعمل الجمعية، هي الصداقة بين الشعوب، وتقديم الخدمات الثقافية والعلمية والدينية، والتنمية الاقتصادية لزيادة دخل الأسرة، والمساعدات الاجتماعية.
ومنذ تأسيس الجمعية وحتي تاريخنا الحالي درسنا لأكثر من 2000 طالب من 55 جنسية مختلفة وحصل أكثر من 450 طالب علي إجازة من الجمعية.

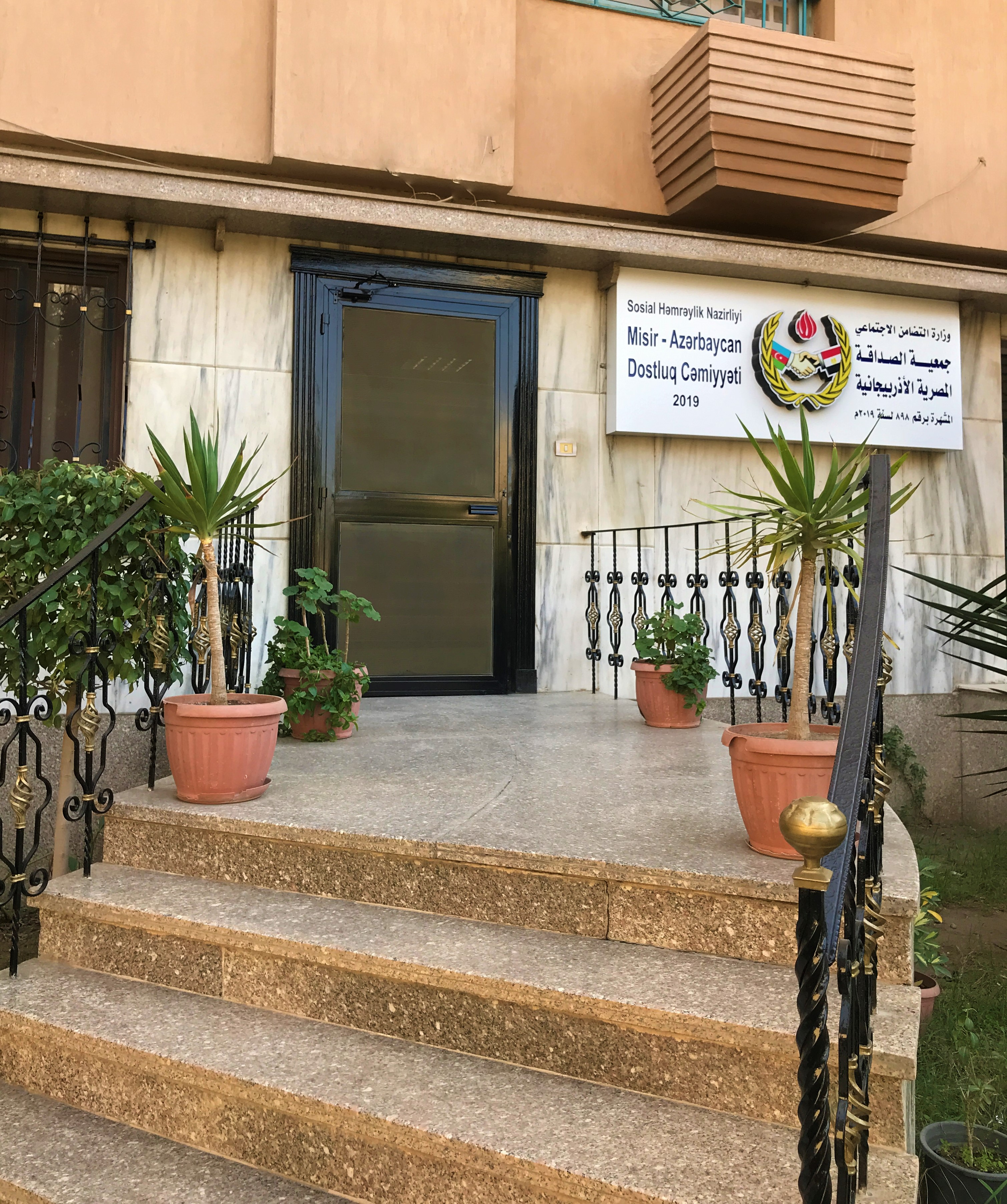
جمعية الصداقة المصرية الأذربيجانية

## مجالات عمل الجمعية
1. الصداقة بين الشعوب المجال الرئيسي.
2. الخدمات الثقافية والعلمية والدينية.
3. المساعدات الاجتماعية.
4. التنمية الاقتصادية لزيادة دخل الأسرة.

## أنشطة الجمعية

### تعليم القرآن الكريم للأطفال وللكبار
تعليم القرآن الكريم برواية حفص والقراءات العشر الصغرى والكبرى...ودراسة متون التجويد والقراءات (تحفة الأطفال والجزرية ومتن الشاطبية والدرة وطيبة النشر، على أن يحصل الطالب بعد اتمام الختم سواءا كان يقرأ بحفص أو برواية اخرى او بالجمع لأكثر من رواية أو بجمع العشر الصغرى والكبرى يحصل على إجازة متصلة السند برسول الله صلى الله عليه وسلم إذا رأى شيخه أنه جدير بها. ويحصل أيضا على ما يفيد بحصوله على هذه الإجازة من الجمعية.

### تعليم الخط العربي والزخرفة الإسلامية
- الخطوط العربية (الرقعة، الديواني العثماني، جلي الديواني، التعليق العثماني، النسخ، الثلث، الكوفي بأنواعه، المغربي المبسوط، الثلث المغربي) والكتابة الاعتيادية للأطفال والكبار. يحصل الطالب على إجازة من الأستاذ بعدما ينتهى من المستوى وعلى ما يفيد حصوله على هذه الإجازة من الجمعية.
- الزخرفة الإسلامية ( النباتية والهندسية ) يحصل الطالب على إجازة من الأستاذ بعدما ينتهى من المستوى. ويحصل أيضا على ما يفيد بحصوله على هذه الإجازة من الجمعية.

### تعليم اللغة العربية
اللغة العربية ( نحو - صرف - بلاغة - أدب ) بمستويات مختلفة، وبعض المواد الأخرى التي يتم تدريسها في الجمعية تسهيلا علي الطلاب ( علم المقولات – علم الفقه – علم التوحيد – علم الجدل ).

### تعليم اللغة الأذربيجانية
تعليم اللغة الأذربيجانية لغة دولة أذربيجان (من المبتدئ إلى المتقدم) وكذلك المحادثة والترجمة من العربية. وأيضاً قد خصص يوماً في الأسبوع لنادى المحادثة. يحصل الطالب على شهادة لاجتياز كل مستوي من الجمعية.

### المقامات الصوتية
في هذه الدورة تطور الصوت والحنجرة ثم تتعلم المقامات الآتية ( مقام الرست - مقام النهاوند - مقام الحجاز - مقام البيات- مقام سيكا - مقام الصبا - مقام العجم - مقام الكرد). يحصل الطالب بعد ذلك علي شهادة اجتياز دورة المقامات الصوتية من الجمعية.

### تعليم اللغة الإنجليزية
تعليم اللغة الإنجليزية (من المستوى المبتدئ إلى المتقدم وكذلك المحادثة) يحصل الطالب على شهادة لاجتياز كل مستوي من الجمعية.

### تعليم فن السجاد
يعد الاهتمام بفن السجاد اليدوي دربًا من الحفاظ على التراث الشعبي، ومن الجدير بالذكر أن أذربيجان من الدول الرائدة في فن السجاد اليدوي، ونحن في جمعية الصداقة نقوم بتعليم منهج فن صناعة السجاد (مدة الدراسة خمسة اشهر تقريبا)، وفي نهاية الدورة يستطيع الطالب أن يقوم بعمل فني مميز من السجاد.